# Kurfurstendömet Württemberg
 Kurfurstendömet Württemberg var ett kurfurstendöme i det tysk-romerska riket. Staten uppstod 1803 då Napoleon upphöjde hertigdömet Württemberg till ett kurfurstendöme och upplöstes när tysk-romerska riket upphörde 1806.